# Robert Mersey
Robert David Mirsky (Nova York, 7 d'abril, 1917 - Baltimore, Maryland, 14 de desembre, 1994), conegut com a Robert Mersey, va ser un músic, arranjador i productor discogràfic nord-americà.

## Vida i carrera
A la dècada de 1950, Mersey va treballar com a arranjador amb "Leiber i Stoller". El 1959, va gravar "Tracy's Theme", un instrumental escrit per Robert Ascher que va ser utilitzat en una nova producció de la NBC de "The Philadelphia Story". La productora va pensar que la cançó tenia potencial, així que van arribar a un acord amb Columbia Records per publicar-la com a single. No obstant això, Mersey estava sota contracte amb el nou segell Big Top com a director musical i ja havia llançat un senzill, "Bittersweet September", al segell. Devon Music, l'editorial de Talent Associates propietat de David Susskind i Howie Richmond en aquell moment, va crear un artista fictici anomenat Spencer Ross i va conservar la propietat del pseudònim per a un possible ús futur. L'enregistrament de Mersey, sota el pseudònim "Spencer Ross", va assolir el lloc número 13 del Billboard Hot 100. Després que "Tracy's Theme" es convertís en un èxit, Mersey va rebre permís per utilitzar el nom de Spencer Ross en el seu següent single de Big Top, "Theme of a". Lonely Evening", però després d'això, els drets del nom de Ross van tornar a Devon Music.
Mersey es va casar amb la lletrista anglesa Pam Sawyer el maig de 1956; més tard es van divorciar. Des de principis dels anys 60 va treballar com a arranjador i productor a Columbia Records, on va ser responsable dels discos de cantants com Andy Williams, Barbra Streisand, Bobby Vinton, Dion, Johnny Mathis, Julie Andrews, Mel Tormé, Patti Page i Ray Peterson. El 1960, va dirigir l'orquestra a la cançó "Good Timin'", cantada per Jimmy Jones. La cançó també es va convertir més tard en un èxit de Kyu Sakamoto. També va ser responsable de molts dels primers enregistraments d'Aretha Franklin a Columbia, inclòs el seu àlbum tribut de 1964 a Dinah Washington, Unforgettable. Segons l'escriptora Ursula Rivera, Mersey "va ser capaç de proporcionar arranjaments musicals que destacaven la veu única d'Aretha tant si cantés un sorollós número de blues com una balada desgarradora". àlbums de música incidental, inclòs Great Jazz de Great TV, acreditats a "Det Moor".
Va morir a Baltimore, Maryland, als 77 anys.